# Günter Monczyk
Günter Monczyk (* 28. März 1940 in Mohrungen, Ostpreußen) ist ein ehemaliger deutscher Judoka, der drei Medaillen bei Europameisterschaften gewann.

## Leben
Günter Monczyk war 1963 Deutscher Amateur-Meister im Schwergewicht. Ebenfalls 1963 gewann die deutsche Mannschaft hinter der Mannschaft aus der Sowjetunion die Silbermedaille bei den Mannschaftseuropameisterschaften in Genf. Bei den Europameisterschaften 1965 in Madrid erreichte Monczyk das Finale, dort unterlag er Parnaos Tschikwiladse aus der Sowjetunion. Bei den Europameisterschaften 1966 und den Europameisterschaften 1968 erkämpfte Monczyk jeweils eine Bronzemedaille.
Günter Monczyk kämpfte für die Polizei-Sport-Vereinigung Borussia Düsseldorf.